# پرچم دلاویر
پرچم دلاویر در ۲۴ ژوئیه ۱۹۱۳ پذیرفته شد.این پرچم دارای زمینه آبی با نشان دلاویر در وسط آن می باشد.